# Надь, Себастьян
Себастьян Надь (серб. Себастијан Нађ; род. 30 мая 1997) — сербский борец греко-римского стиля, чемпион мира 2022 года, призёр чемпионатов Европы среди молодежи.

## Биография
В 2017 году он проиграл свой матч за бронзовую медаль на чемпионате Европы U23, проходившем в Венгрии. Несколько месяцев спустя он стал бронзовым медалистом этого турнира после того, как проба Аслана Висаитова из России дала положительный результат на запрещенное вещество и спортсмен был дисквалифицирован. 
Принимал участие в соревнованиях в весовой категории до 67 кг на чемпионате мира по борьбе 2021 года, проходившем в Осло, в Норвегии. В 2022 году Себастьян проиграл свой поединок за бронзовую медаль в весовой категории до 67 кг на чемпионате Европы по борьбе в Будапеште, в Венгрии.
На чемпионате мира 2022 года, который состоялся в Белграде, в Сербии, Надь в категории до 63 кг стал чемпионом мира. 